# Museo del Convento de Santa Clara de Zafra

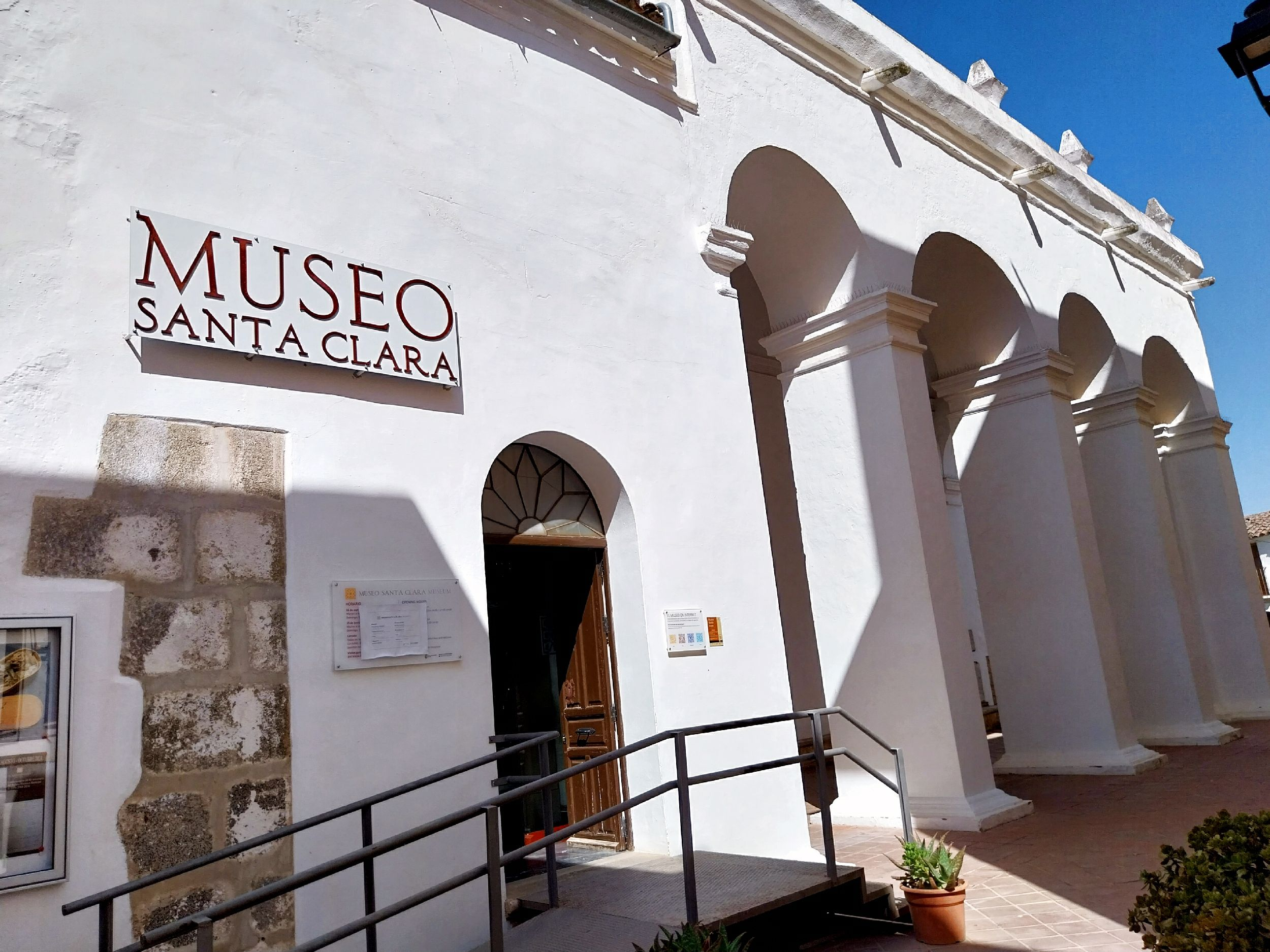
Exterior del Museo de Santa Clara de Zafra

Museo de arte sacro inaugurado el día veintidós de enero de dos mil siete, dentro del Monasterio de Santa María del Valle, popularmente conocido como Convento de Santa Clara. Se halla integrado en la Red de Museos de Extremadura y exhibe aproximadamente mil piezas, una cuarta parte de las que se conservan en el convento.

## Descripción
El Museo nace para mostrar un aspecto de la identidad extremeña, la espiritualidad que se manifiesta en la vida en un convento de clausura, a través de sus seis siglos de existencia. ligado al mecenazgo de la casa nobiliaria que hizo posible la Zafra que conocemos, la Casa de Feria, surgida con los Suárez de Figueroa, y, con ello mostrar unas pinceladas sobre la historia de Zafra.
El Monasterio de Santa María del Valle fue mandado erigir por el I Señor de Feria, Gómez I Suárez de Figueroa en 1428 como panteón del linaje de los Suárez de Figueroa, bajo la advocación de la Virgen del Valle, patrona de la ciudad de Écija de donde procedía Lorenzo Suárez de Figueroa, XXXII Maestre de la Orden de Santiago y padre del I Señor de Feria. Se puebla con monjas clarisas procedentes de Tordesillas y las dos primeras abadesas serán dos de sus hijas. Fundado en la Segunda Regla de las clarisas, desde 1969, por decisión de la comunidad se han incorporado a los mandatos de  la Primera Regla, la regla original de la Santa Fundadora.

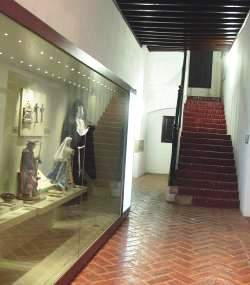
Museo de Santa Clara de Zafra, Intramuros.

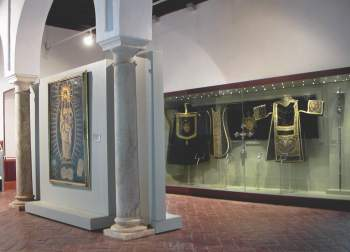
Museo de Santa Clara de Zafra. La Piedad Nobiliaria.

El Museo del Convento de Santa Clara de Zafra quiere mostrar lo que fue y es la espiritualidad y la sencillez de la vida claustral de las hermanas clarisas, lo que supuso para la comunidad histórica el patronazgo de la Casa de Feria y cómo el monasterio se ha ido integrando en la ciudad de Zafra y relacionado con sus gentes hasta la actualidad. Esas tres líneas temáticas (convento, patronazgo nobiliario y ciudad) se integran en un espacio expositivo monumental e histórico en el que se han distribuido de manera clara y coherente los cuatro capítulos de que consta la muestra:
- Intramuros: este primer capítulo de la exposición, quiere mostrar el convento como espacio espiritual y de vida cotidiana; quiere dar a conocer quiénes fueron y son las monjas clarisas que habitan este monasterio; el capítulo está dividido para ello en cuatro ámbitos. En este capítulo destaca la colección de imágenes del niño Jesús, entre ellas el Niño Jesús Pobre, de 1723, tallado a imagen y semejanza del que se conservaba en la Iglesia de la Natividad de Belén.

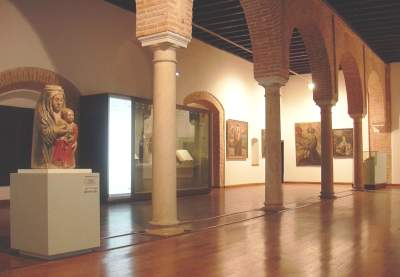
Museo de Santa Clara de Zafra. La Urbe Ducal.

- La piedad nobiliaria: los Suárez de Figueroa (Casa de Feria) son la familia nobiliaria a la que los Reyes de Castilla conceden el Señorío de Feria donde crean un estado nobiliario que ya en el siglo XV tiene a Zafra como centro del mismo. Desde entonces la villa será reflejo de su autoridad y de la largueza del linaje. Su espíritu religioso los llevará a fundar este monasterio en el año del Señor de 1428 en cuya iglesia tras su muerte encontrarán descanso. En su defensa de la fe de la contrarreforma será significativo el patronazgo tanto al Convento de Santa Clara, como a la Colegiata y a los conventos en los que despliega un intenso mecenazgo artístico. Con estas obras, la Casa de Feria buscaba adoctrinar en las verdades de la fe, mostrar su poder y magnificencia y alcanzar una recompensa en el más allá. En este capítulo destacan La Cabeza de San Juan Bautista, alabastro policromado de la escuela de Nottingham del siglo XV, el Terno funerario de las Águilas, italiano del siglo XVII, La Virgen de las Parras, de escuela italiana del siglo XVII y el excepcional Lignum Crucis de la Duquesa Juana Dormer, del siglo XVII.

- La urbe ducal: si los capítulos anteriores muestran cómo es un convento de clarisas y nos adentran en la historia de este convento y su vinculación con la Casa de Feria, este tercer capítulo vincula el convento con la ciudad en la que se encuentra. De ahí que este tercer capítulo del Museo esté dedica a la historia de Zafra.

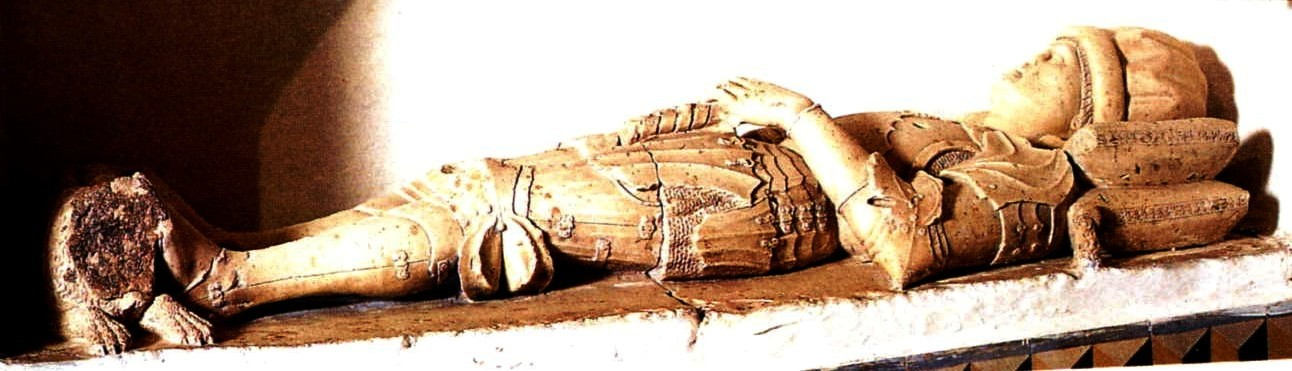
Museo de Santa Clara de Zafra, tumba de García Laso de la Vega.

- El legado de la magnificencia: el cuarto capítulo del museo la constituye la iglesia conventual, a su vez Panteón de los Suárez de Figueroa. Pretende actuar de síntesis: que el visitante comprenda cómo ese pasado visto en los capítulos previos perdura y se materializa en un espacio religioso.

La iglesia monástica cuenta con los mismos espacios que una parroquia: una capilla mayor, el lugar donde está el altar y su retablo, con la imagen titular, alabastro gótico del siglo XV, así como los restos del sepulcro de los primeros Condes de Feria y el sepulcro de Garci Laso de la Vega; la nave para los fieles laicos y la sacristía para revestirse los clérigos. A los que se suma, el coro de las monjas, aislado por una gruesa reja, donde se conserva la sillería coral del siglo XVI y un Cristo atado a la columna de Blas Molner (1775), un diminuto relicario, cubierto con azulejería talaverana del siglo XVII, y la capilla funeraria ducal, en cuyo retablo se conserva La conversión de San Pablo de Felipe Diriksen (1625).

## Horario
- Verano: martes a domingos, de 10,00 a 14,00 horas.
- Invierno: martes a sábados, de 11,00 a 14,00 y de 17,00 a 19,00; domingos de 11,00 a 14,00 horas
- Lunes: cerrado.

La entrada es gratuita y hay visitas guiadas por guías voluntarios de la Asociación de Amigos del Museo y del Patrimonio de Zafra todos los días de apertura a las 12,00 horas.